# مفعول فيه
المَفْعُولُ فِيهِ أو الظرف اسم منصوب يأتي لبيان زمان حدوث الفعل أو مكانه ويكون متضمنا المعنى (في).
والظرف ما كان وعاءً لشيء، وتسمى الأواني ظروفًا لأنها أوعية لما يُجعل فيها، وقيل للأزمنة والأمكنة ظروفا؛ لأن الأفعال توجد فيها.

## أمثلة
إذا لم يكن الاسم يتضمن معنى (في) فلا يكون ظرفا، ويعرب حسب موقعه في الجملة.
(يومُ الأولى: مبتدأ مرفوع )
(الثانية في الجملة: خبر) 
(لحظة: فاعل).

## أقسام المفعول فيه
ينقسم المفعول فيه إلى قسمين:
- ظرف زمان
- ظرف مكان

المبهم والمختص
- المبهم من ظروف الزمان و ظروف المكان، هو ما دل على زمان أو مكان غير محدد،
- والمختص عكسه، مثل «ليلًا» (مختص زمانا)، أو «بيت» وتسبقه «في» (مختص مكانا)

المتصرف وغير المتصرف
- المتصرف هو الذي يُنصب في موضع الظرفية، ويعرب في غير موضع الظرفية. مثل ليلًا
- أما غير المتصرف فلا يصلح لأن يكون غير ظرف مثل: فوق، تحت، هنا

## ظرف الزمان
هو كل ٱسم دل على زمان وقوع الفعل متضمن معنى «في». مثل: يوم، دهر، ساعة، حين، شهر، ليلة...

## ظرف المكان
هو كل ٱسم دل على مكان وقوع الفعل متضمن معنى «في». مثل: فوق، تحت، بين، أمام، خلف، يمين، يسار ...

## أقسام ظرف الزمان
ينقسم ظرف الزمان إلى قسمين:
- ظرف زمان مبهم.
- ظرف زمان مختص أو محدود.

## أقسامظرفالمكان
- ظرف مكان مبهم.
- ظرف مكان مختص «غير مبهم».

## المفعول فيه و إعرابه
| الجمل                         | المفعول فيه | نوع الظرف          | حكمه الإعرابي                                       |
| ----------------------------- | ----------- | ------------------ | --------------------------------------------------- |
| - قصفت المدافع صَبَاحاََ          | صَبَاحاََ       | ظرف زمان متصرف     | مفعول فيه / ظرف زمان منصوب بالفتحة الظاهرة في آخره. |
| - دوت القنابل لَيلاََ            | لَيلاََ        | ظرف زمان متصرف     | مفعول فيه / ظرف زمان منصوب بالفتحة الظاهرة في آخره. |
| - هرب الناس شَرقاََ              | شَرقاََ        | ظرف مكان متصرف     | مفعول فيه / ظرف مكان منصوب بالفتحة الظاهرة في آخره. |
| - لم أكف قطُّ عن حبك يا وطني    | قطُّ          | ظرف زمان غير متصرف | ظرف زمان مبني على الضم في محل نصب المفعول فيه.      |
| - نشرت أعلامها فوقَ قمم الجبال | فوقَ         | ظرف مكان غير متصرف | ظرف مكان مبني على الفتح في محل نصب المفعول فيه.     |